# 杨文宗
杨文宗（?—?），即杨炳，名炳，字文宗，唐朝《晋书》为唐世祖避讳称呼他的字。三国时曹魏官员，西晋外戚，晋武帝的岳父，晋惠帝的外祖父。
太尉杨震幼子杨奉的玄孙，杨敷的曾孙，东莱太守杨众之孙。杨众建安二年（197年）受封蓩亭侯。杨文宗在曹魏担任通事郎，袭封蓩亭侯。杨众的孙子还有杨骏、杨珧、杨济三兄弟。杨文宗前妻赵氏、后妻段氏，生女杨艳。晋王司马昭为王世子司马炎聘娶杨艳为王世子妃，不久為晉皇后。
楊文宗已在晋朝建立之前去世，谥号穆，追贈車騎將軍。

## 延伸阅读
[在维基数据编辑]
 《晉書/卷093》，出自房玄齡《晉書》